# Juan Carlos Garrido
Juan Carlos Garrido (Valencia, 29 maart 1969) is een Spaans voetbalcoach.

## Carrière

### Beginjaren
Juan Carlos Garrido begon al op jonge leeftijd aan zijn loopbaan als voetbalcoach. Hij was 24 jaar toen hij de amateurclub El Puig onder zijn hoede nam. In 1999 kreeg Garrido de leiding over CD Onda, een zusterclub van Villarreal CF. Nadien werd hij meermaals trainer van het reserveteam van Villarreal, dat hij in 2003 naar de Tercera División leidde.
Toen hij in januari 2008 het roer overnam van Juan Carlos Oliva loodste hij Villarreal B eerst naar een 11e plaats in de Segunda División B. Een jaar later promoveerde het team onder zijn toezicht voor het eerst naar de Segunda División A.

### Villarreal
Garrido's prestaties gingen niet onopgemerkt voorbij. In februari 2010 werd hij door het bestuur van de club aangesteld als opvolger van hoofdcoach Ernesto Valverde. Enkele maanden later werd Garrido's contract met een jaar verlengd. Villarreal sloot het seizoen 2009/10 af als 7e en plaatste zich, mede door het afhaken van RCD Mallorca, voor de UEFA Europa League.
In de Europa League overleefde Villarreal zonder moeite de laatste voorronde. In de groepsfase kwamen de Spanjaarden terecht in de groep van Club Brugge, PAOK en Dinamo Zagreb. Villarreal sloot de ronde af als groepswinnaar en schakelde vervolgens Napoli en Bayer Leverkusen uit. In de kwartfinale ging FC Twente voor de bijl. In de halve verloor Garrido's team van latere winnaar FC Porto.
Ook in eigen land deed Villarreal het uitstekend. Garrido zag hoe zijn team vierde werd na FC Barcelona, Real Madrid en Valencia. Villarreal plaatste zich via de voorrondes voor de UEFA Champions League, maar maakte daarin geen goede beurt. De Spaanse club verloor in de groep van Bayern München, Manchester City en Napoli al zijn wedstrijden. Op 21 december 2011, na een nederlaag in de beker tegen CD Mirandés, werd Garrido ontslagen. Hij werd opgevolgd door José Francisco Molina, die net als hij destijds de overstap van het reserveteam naar de A-kern maakte.

### Club Brugge
Op 15 november 2012 ondertekende Garrido bij Club Brugge een contract tot het einde van het seizoen met een optie op één extra seizoen. Club was sinds 4 november op zoek naar een coach. Garrido's naam werd vrijwel meteen aan blauw-zwart gelinkt, evenals die van Peter Maes, Bert van Marwijk, Gertjan Verbeek, Michael Schjønberg, Morten Wieghorst, Kasper Hjulmand en Óscar García. Nog nooit eerder was een Spaanse coach actief in de Belgische competitie. Op 22 februari 2013 verlengde hij zijn contract tot 2014.
In het seizoen 2013/14 werd Club Brugge al snel Europees uitgeschakeld door het Poolse Śląsk Wrocław. Ondanks het matige spelniveau van blauw-zwart kende de club in de Belgische competitie minder moeilijkheden. Onder Garrido verdween het team nooit uit de top drie. Desondanks werd de Spanjaard op 19 september 2013 ontslagen. Op dat moment stond Club Brugge tweede in de rangschikking met 17 op 21. Manager van Club Brugge, Vincent Mannaert, verwoordde de beëindiging van de samenwerking als volgt: "De punten waren er wel, maar de kwaliteit van het voetbal was van in het begin van het seizoen ondermaats".

### Real Betis
Op 2 december 2013 werd Garrido aangesteld als nieuwe hoofdtrainer bij het Spaanse Real Betis Sevilla dat in de Spaanse Primera Division uitkomt. Hij volgt er Pepe Mel op die kort daarvoor ontslagen werd wegens tegenvallende resultaten. Na zes weken, en een zware 0-5 nederlaag tegen Real Madrid, werd ook Garrido aan de deur gezet.

## Erelijst

### Als trainer
| Competitie            |         |         |         |         |
| Competitie            | Aantal  | Jaren   |         |         |
| Al-Ahly               | Al-Ahly | Al-Ahly | Al-Ahly | Al-Ahly |
| --------------------- | ------- | ------- | ------- | ------- |
| Egyptische supercup   | 1x      | 2014    |         |         |
| CAF Confederation Cup | 1x      | 2014    |         |         |
| Raja Casablanca       |         |         |         |         |
| Beker van Marokko     | 1x      | 2017    |         |         |
| CAF Confederation Cup | 1x      | 2018    |         |         |

1 Zniti  ·
2 Douik ·
4 Gael Ngah ·
5 Moutouali ·
6 Ngoma ·
7 Islah ·
8 Al-Warfali ·
10 Benhalib ·
11 Jabroun ·
12 El Haddaoui ·
13 Benoun ·
15 Haddad ·
17 Ahadad ·
18 Hafidi ·
19 Malango ·
20 Jbira ·
21 Rahimi ·
22 Bouamira ·
25 Boutayeb ·
30 Nanah ·
55 Achchakir ·
96 Arjoune ·
98 El Wardi ·
Coach: vacant
· Assistent-coach: Safri